# 細野藤敦
細野藤敦（1541年—1603年）是日本戰國時代於伊勢國的豪族。長野工藤氏一族。父親是細野藤光。別名守清。安濃津城城主。

## 生平
在天文10年（1541年）出生。從天文年間跟隨長野宗家，在與北畠家和關氏、神戶氏的戰鬥中從軍，因為剛勇而為人所知，不過與從北畠家中被迎入成為養子的主君長野具藤關係不佳。在永祿年間（1558年—1569年）築起安濃津城。
永祿11年（1568年），織田信長開始侵攻長野領地，不顧主張和睦的弟弟分部光嘉等人反對，在自城中死守進行防戰。光嘉、川北藤元等人則成為織田家的內應，計劃令織田信包繼承長野氏，於是向具藤進讒，詆譭藤敦想倒戈至織田家，令具藤攻擊藤敦。於是逼不得已將其撃退，並流放具藤，向織田家降伏。
不過與信包的關係惡劣，天正5年（1577年），在信包前往賀年之際，發起謀反並奪走長野城，不過迎瀧川一益的兒子八麿為養嗣子，於是雙方和睦並歸返。
天正8年（1580年），居城安濃城被信包的軍勢攻擊，於是逃亡並投靠蒲生氏鄉。後來在豐臣秀吉成為天下人後，成為其家臣，擔任秀吉的側室松丸殿和大政所的家司。在慶長5年（1600年）的關原之戰中加入西軍，因此失去領地。在慶長8年（1603年）於京都死去。享年64歲。